# Niels Juel Simonsen
Niels Juel Simonsen   (Copenhaguen, 1846 - Copenhaguen, 1906) va ser un cantant d'òpera danès.

Simonsen va començar les primeres incursions musicals (el seu pare era capellà de la cort, la seva mare Catharine Simonsen i cantant de concerts). Després de quatre anys de vida estudiantil al "Royal Theatre" de Copenhaguen, amb Henrik Rung com a professor, Simonsen va debutar allà el 1868 com a Hans Heiling de Heinrich Marschner i des de llavors va ser una de les primeres forces del treball de baríton. El 1874 fou nomenat cantant de cambra. Eugen Fahlstedt escriu al Llibre de la família nòrdica:
| « | <"La seva voluminosa veu tenia per naturalesa una posició sòlida i sana, poderosa i alhora un to poc guanyador del cor; i va interpretar els millors estats d'ànim, les emocions ingènues i immediates. En l'acció era natural i lliure d'exageracions."> | » |

Entre els seus millors papers, destaquen Heiling, Guillaume Tell, "King Valdemar" a Lange-Müller's Tove, "Marsk Stig" Drot og marsk de Heise, "Agamemnon" a Iphigénie en Aulide, "Orestes" a Iphigénie en Tauride, ambdues de Gluck, "Tungstè" a Tannhäuser i Der fliegende Holländer. A més, va interpretar papers wagnerians com "Telramund" i "Hans Sachs", Rigoletto de Verdi, Germont, Amonasro, Falstaff i "Jago", "Valentine" de Gounod, "Capulet" i "Mercutio", "Plumkett" a "Martha", "Hamlet", "Lotario" en Mignon, i, tot i que en realitat no va ser col·locada per la tragèdia, va aconseguir curiosament que "Figaro" en les dues òperes de Mozart i Rossini, mentre que Don Giovanni no li quedava tan bé. Durant la vida dels concerts danesos, Simonsen sempre va ser un bon suport, i la seva atractiva veu li va aportar el nom honorífic de "cantant popular". Va actuar el 1876 com a Guillaume Tell a Estocolm i va actuar sovint a les ciutats del sud de Suècia.